# Nathorstfjord
De Nathorstfjord is een fjord in de gemeente Sermersooq in het oosten van Groenland. De fjord snijdt in het Jamesonland in en mondt in het noordoosten uit in de Groenlandzee.
De fjord is meer dan 20 kilometer lang.
In het westen is de volgende grote fjord de Flemingfjord, in het zuidoosten de Carlsbergfjord.
De fjord is vernoemd naar Alfred Gabriel Nathorst.